# روبن وسحانداانو
روبن وسحانداانو (بالإسبانية: Rubén Ochandiano)‏ هو ممثل إسباني، ولد في 3 أكتوبر 1980 بمدريد في إسبانيا.

## أعمال

### أفلام
- (2007) مانوليت
- (2009) عناقات مكسورة[2][3]
- (2010) بيوتيفول[4]

## وصلات خارجية
- روبن وسحانداانو على موقع IMDb (الإنجليزية)
- روبن وسحانداانو على موقع قاعدة بيانات الأفلام العربية
- روبن وسحانداانو على موقع ألو سيني (الفرنسية)
- روبن وسحانداانو على موقع أول موفي (الإنجليزية)
- روبن وسحانداانو على موقع قاعدة بيانات الأفلام السويدية (السويدية)
- روبن وسحانداانو على موقع قاعدة بيانات الفيلم (الإنجليزية)
- روبن وسحانداانو على موقع كينوبويسك (الروسية)